# سن رمو (ویکتوریا)
سن رمو (به انگلیسی: San Remo) یک شهرک در استرالیا است که در ویکتوریا (استرالیا) واقع شده‌است.